# Cerotainia willistoni
Cerotainia willistoni là một loài ruồi trong họ Asilidae. Cerotainia willistoni được Curran miêu tả năm 1930. Loài này phân bố ở vùng Tân nhiệt đới.